# Hogeschool Edith Stein/Onderwijscentrum Twente
De Hogeschool Edith Stein/Onderwijscentrum Twente was een hogeschool in Hengelo in de Nederlandse provincie Overijssel, met een werkgebied in Twente, Salland en het noorden van de Achterhoek. Op de school wordt de opleiding tot leraar basisonderwijs aangeboden, het wordt daarom ook wel een pedagogische academie voor het basisonderwijs (pabo) genoemd. De school is vernoemd naar de heilig verklaarde karmelietes Edith Stein.

## Historie
De school is in 1984 ontstaan uit een fusie tussen de katholieke instituten Pedagogische Academie Hoogveld en de KLOS (KleuterLeidster OpleidingsSchool). Op 7 maart 1995  ontstond daarna uit een afdeling van de (openbare) Hogeschool Enschede, (katholieke) Hogeschool Edith Stein en Christelijke Hogeschool Windesheim de grootste pabo in de omgeving. Op de Hogeschool Edith Stein kon vanaf dat moment gekozen worden voor de verschillende denominaties.

## Opleiding
Hogeschool Edith Stein/Onderwijscentrum Twente leidt studenten op voor verschillende denominaties in het onderwijs: katholiek, protestants-christelijk en openbaar/algemeen-bijzonder basisonderwijs. Ook kan er gekozen worden voor vernieuwingsonderwijs als het dalton-, jenaplan-, freinet- en montessorionderwijs. De school biedt ook nascholing aan voor leraren, zoals de master Leren & Innoveren (MLI).
In 2011 stond de kwaliteit van de opleiding ter discussie, in 2012 lieten de resultaten echter verbeteringen zien: de tevredenheid van studenten steeg sterk waardoor de pabo van de 20e naar de 11e plaats in de Keuzegids Voltijd 2012 ging. Ook besloot de NVAO de opleiding Leraar basisonderwijs van Hogeschool Edith Stein per 22 mei 2013 opnieuw te accrediteren. De NVAO beoordeelde de kwaliteit van de opleiding daarbij als goed. De hogeschool was daarmee de eerste pabo in Nederland die opnieuw geaccrediteerd werd.

## Samenwerking
In het schoolgebouw is ook de Expertis Onderwijsadviseurs gevestigd, de hogeschool valt hiermee samen onder één bestuur. Hogeschool Edith Stein/OCT neemt deel aan verschillende samenwerkingsverbanden. Het belangrijkste samenwerkingsverband is Twente School of Education (TSE) waarin wordt samengewerkt met Universiteit Twente, Saxion en Expertis Onderwijsadviseurs op het gebied van lerarenopleidingen, professionalisering, onderwijsonderzoek en onderwijsadvisering. Ook werkt de hogeschool samen in Magistrum, waardoor zij managementopleidingen voor het onderwijs kan aanbieden. Voorbeeld hiervan is de professionele master Educational Leadership (MEL).
Op 1 januari 2013 fuseerde Hogeschool Edith Stein met Saxion. Voorlopig blijft de Edith Stein op haar huidige locatie onderwijs verzorgen volgens het bestaande onderwijsconcept. Als belangrijkste voordelen van de fusie zijn genoemd dat er samengewerkt gaat worden op het gebied van ondersteuning en dat studenten gebruik kunnen maken van de uitgebreide voorzieningen en regelingen die Saxion heeft.
Per 2015 verhuist de Saxion Lerarenopleiding Hengelo naar een nieuw te bouwen accommodatie. Deze nieuwbouw wordt gerealiseerd op het terrein van het voormalige Natuurmuseum in Enschede.